# Homoporus semiluteus
Homoporus semiluteus är en stekelart som först beskrevs av Walker 1872.  Homoporus semiluteus ingår i släktet Homoporus och familjen puppglanssteklar. Arten är reproducerande i Sverige. Inga underarter finns listade i Catalogue of Life.